# Cladodiopsis seyrigi
Cladodiopsis seyrigi är en tvåvingeart som beskrevs av Seguy 1949. Cladodiopsis seyrigi ingår i släktet Cladodiopsis och familjen Diopsidae.
Artens utbredningsområde är Madagaskar. Inga underarter finns listade i Catalogue of Life.